# Kóan
A kōan (公案) kóan; kínai: 公案, pinjin: kung-an; koreaiul: 공안 (kong'an); egy olyan történet, párbeszéd, kérdés vagy nyilatkozat, amelyet a zen buddhista gyakorlatokban használnak, hogy előidézzék „a nagy kétséget”, és teszteljék vele a tanítványok fejlődését a zen gyakorlatok során.

## Etimológia
A japán kifejezés kóan a kínai kung-an szó on jomi olvasata (kínaiul: 公案), amely szó szerinti fordításban nyilvános ügyet jelent. A kifejezés egy összetett szó, a 公 „nyilvánosság; hivatalos; kormányzati; közös; kollektív; igazságos; páratlan”, és 案 „asztal; jog; feljegyzés; terv” kínai kandzsik összetétele.
Csung-feng Ming-pen, zen mester szerint, a kung-an kifejezés a kung-fu cse an-tu (公府之案牘, japánul kófu no antoku) rövidítéséből származtatható. Jelentése kormányzati tisztség. Így a kóan/kung-an a valóság, emberi véleményen túlmutató elveinek metaforája. A tanárok tesztelhetik diákjaik képességét, hogy felismerik-e ezen elvet. A kóangyűjteményben fellelhető kommentárok, bírósági határozatokhoz hasonlóan, hivatkozik, és néha módosítja példáit is.
A kung-an eredetileg egy bútor metaforája volt, amit a jogi precedensek során használtak. A zen kóangyűjtemények, nevezetes tanítványok és mesterek nyilvános feljegyzéseit is tartalmazta, akik igyekeztek megörökíteni tanításaikat.

## Eredete és fejlődése

### Kínában

#### Régi esetek
A kung-an a Tang-dinasztia (618–907) alatt fejlődött ki csan mesterek feljegyzett mondásaiból, amelyek gyakran tettek említést „a múlt híres csan alakjairól, más tanítványokkal történő találkozásaikról vagy más tárgyalópartnerekről, akikkel érintkeztek”. Ezek a történetek és az őket kísérő írói megjegyzések a tanítványok képzésére lettek felhasználva, hogy elmélyítsék őket a buddhista tanokban.
Ezek a történetek a kung-an néven váltak ismertté. A történeteket csak akkor ismerték el kung-anként, ha azt egy csan mester is kommentálta. A múlt tetteinek kommentálása erősítette egy mester pozícióját, mint „felébredt mester”.

#### Irodalmi gyakorlata
A kóan irodalmi gyakorlatok útján fejlődött hiányos szövegektől egészen a jól formázott történetekig. Az ilyen irodalmi megközelítésnek megvoltak a maga veszélyei, mint például a bizonyos esetekben történt meghatározott jelentés. A rögtönzött verselést is tartalmazó kínai zen tradíciók nagy hatással voltak a kóan-irodalomra és annak fejlődésére.

#### A kifejezés megfigyelése
A Szung-dinasztia (960–1297) korszaka alatt a kung-an használata döntő fordulat vett. Ta-huj Cung-kao bevezette a kan-hua „kifejezés megfigyelésének” gyakorlatát, amelyben a diákok a kan-t kellett tanulmányozzák, vagy egy szóra, kifejezésre kellett koncentrálniuk.
A 11. századra ez a gyakorlat általánossá vált, és egy új irodalmi műfaj is keletkezett belőle.
Ta-huj találmánya a vipasszaná kiegyensúlyozására törekedett a szamatha fejlesztésével. Ezen szándéka azonban bizonyos buddhista tanok elvetéséhez vezetett.
Ez a fejlemény sebezhetővé tette a kínai csant a konfuciánus támadásokkal szemben.

#### Együttműködés
A feljegyzett szövegek és a kóangyűjtemény feltüntetnek egy nagy változást. Az eddigi elvonult, egyéni elmélyülés helyett már mester-diák együttműködés volt felfedezhető a gyakorlatokban.
A megvilágosodás a mester-diák együttműködés által vált megfoghatóvá. Bármilyen bepillantást is enged dhjána, annak igazolása mindig is személyközi lesz. A megvilágosodás nem is annyira a bepillantás által lett elérhető, hanem a többi emberrel történő érintkezés által.
A múltban történt mester és diák találkozások vizsgálatával kialakult egy példakép a diákok számára.
|  | „Valaki pedig, hogy meglássa saját sorsát, ősei megvilágosodott cselekedeteit nézte.” |
|  |                                                                                       |

A kóan-tréning megkövetel egy tanítót, aki képes megállapítani diákja elmélyültségét. A rinzai zen iskolában, ahol nagy mértékben használják a kóant, a tanárok képzése magában foglal egy értékelést, amely megállapítja milyen szinten képes alkalmazni az iskola tanait.

#### Kortárs Kóan
Kínában és Koreában a „kifejezés megfigyelése” még mindig a kóangyakorlatok egyetlen gyakorlási formája, bár Szung Szán zen mester, a koreai Csogje Rend 78. pátriárkája, a rinzai stílust használta saját iskolájában.

### Japán
Japánban a zen vette át a kóan-tanok használatát, de itt nem kapcsolódott meditációval.

#### Kóan szabályzatok
Mikor a csan tradíciókat bevezették Japánban, a papoknak elsőként el kellett sajátítaniuk a kínai nyelvet és bizonyos kifejezéseket, amik a kóan-tréningen belül voltak használatosak. A hőn áhított spontaneitás, amelyet a megvilágosodott mesterek fejeztek ki, megkövetelt magának egy átfogó nyelvtanulást a kínai nyelv és költészet terén.
A Gozan alá tartozó, hivatalosan elismert kolostorokban a kínai rendszer érvényesült. A magasabb rangú papoknak összetett kínai verseket kellett írniuk. Sok erőt és energiát igényelt, hogy egy pap érvényesüljön a rendszeren belül.
Miután egységesítették a kóantanagyagot, tanítványok generációi vettek részt ugyanabban a képzési formában. Megadott számú mondást kellett memorizálniuk. A kóanokra történő helyes feleleteket a tanítók magánóra kereteiben oktatták, hogy ki tudják választani a legalkalmasabbakat.
A „Titkos Utasítások Feljegyzései” tartalmazzák a kóan tanokat és az egységesített válaszokat. A szótó-zenen belül ezt monszanként ismerjük. Egy sztenderd kérdés-válasz formulát követ, amelyben a tanító kérdést intéz a diákhoz, és ő is válaszolja meg, hogy tanítványa memorizálhassa azokat.).

#### Kortárs kóan tanok
A 18. században a renzai iskola háttérbe szorult Hákuin miatt, aki nagy hangsúlyt helyezett a kensó megszerzésére a kóan tanok által.

#### Elnyomás a szótó iskolában
A szótó iskolában a 18. században egy reformmozgalom elnyomta a kóan-kommentárok tradícióját. Az egyik ok az lehetett, hogy kiemeljék a szótó és rinzai iskola különbségeit, hogy így kihangsúlyozhassák sajátosságaikat. Ugyanez a mozgalom kezdett el hódolni az iskola alapítójának Dogennek. Az ő tanai váltak általánossá, figyelmen kívül hagyva a tényt, hogy maga az alapító is nagy hangsúlyt helyezett a kóan-kommentárok használatára.

## Hitelvi háttér
A nyugati felfogás gyakran úgy látja a „kóan”-t, mint egy szót, amely egy, megválaszolhatatlan kérdésre utal. Ámbár a zen gyakorlaton belül ez a felfogás nem támogatott, nem egy talány vagy puzzle. A tanítók elvárják diákjaiktól, hogy megfelelő választ adjanak, ha a kóanról kérdezik őket. A kóant még úgy is értelmezik, mint egy tiszta tudatra utaló szót.  
Hori szerint a kóan központi témája az ellentétek azonosítása.

## Kóan gyakorlatok
A kóan irodalom tanulmányozása általános minden zen iskolában, de változó tantervvel. A rinzai iskola is kóantantervet használ, amelyben kikérdezik a kérdéseket és kifejezéseket, valamint kínai költészeti idézeteket. A Szanbo Kjodan szintén alkalmazza a kóan tanokat, de elhagyták a kifejezések használatát. A kínai csan és koreai szon esetében a lényeg egy darab Kóan egész életen át történő tanulmányozása. A japán szótó zenen belül a kóan használatát elhagyták a 18. század végén.

### Hua-tou, avagy áttörő kóan
A rinzai iskolában a gyakorlat a „hosii”-val kezdődik, amelyet más néven „áttörő kóannak” is nevezünk.
Felkelteni az érdeklődést a „Nagy Kétség” iránt egy lényeges eleme a kóangyakorlatoknak. Ez építi fel a belső nyomást, amely soha nem szűnő késztetést ébreszt. Vumen, zen mester ezekkel a szavakkal kommentálta a hatalmas koncentrációt, ami ehhez szükséges.
|  | „Hasonló ez ahhoz, mint mikor megpróbálunk lenyelni egy izzó vasgömböt, kihánynánk, de nem tehetjük.” |
|  | |

A kóan szó szerinti jelentésének analizálása nem vezet bepillantáshoz, bár segíthet érthetőbbé tenni a kontextust, amiből származik.

### Bepillantás
Az áttörő kóanon történő folyamatos elmélkedés, vagy mu, a buddha-természetbe történő bepillantáshoz vezethet.
Az áttörő kóan célja, hogy lássuk a téma és a cél egységét.
Számos beszámoló található, amely az „eggyé válást” és az áttörést így írja le:
|  | „Halál fáradt voltam. Azon az estén, mikor álmos voltam és le akartam feküdni, azon nyomban, hogy fejemet a párnára hajtottam, megláttam. Ez a kilégzés is a mu és ez a belégzés is mu. Az ágynemű és a fal, minden Mu.” |
|  | |

### A bepillantás tesztelése vagy a feleletek tanulása

#### Szaso – A kérdések ellenőrzése
A tanítók tesztelhetik tanítványaik kóan feleleteit, hogy megítéljék megértésüket. Húsztól százig is terjedhet a kérdések száma. Ezek azt a célt szolgálják, hogy mélyítsék a tanítvány tudását.
A kérdések feltétele és a feleletek ellenőrzése mind egy rituáléhoz hasonló. A tanítványoknak meg kell tanulniuk, miként viselkedjenek, feleljenek bizonyos szituációkban.

## Kóan gyakorlatok

### A kínai csan és a koreai szon
A csan-ban és szon-ban a kóan tanulmányozás elsődleges formája a reflektálás. Ebben a gyakorlatban egy kóan töredékre koncentrálnak, és bizonyos kérdéseket tesznek fel, amelyeket újra és újra ismételnek. 
|  | „Ki az, ki Buddha nevét ismétli? Ki vonszolja ezt a holttestet? Mi ez? Ki vagyok én? ” |
|  |                                                                                        |

Magyarországon az Eredeti Fény Zen Közösség zen mestere Csong An szunyim és a két dharma mester dr. Orosz Ádám és Marthy Barna vezetésével történnek koangyakorlatok az arra érdemesek számára alapvetően a közösség esztergomi templomában és a budapesti Shift-ben, Andrássy út 35. 
A japán rinzai
A kóangyakorlatok különösen fontosak a japán rinzai szekta tagjai számára.

#### A kóan tanulmányozás fontossága
Ennek fontosságát jól tükrözik a rinzai iskola írásai. Csung-feng Ming-pen (中峰明本) (1263–1323), kínai csan mester, aki a Jüan-dinasztia elején újjáélesztette a rinzai hagyományt, nagy hangsúlyt fektetve a kóanok használatára. Úgy gondolta, hogy a kung an olyan irodalmi munka, amelyet univerzális normákként kell használni, hogy tesztelje a csan mesternek készülő papokat.
|  | „A kóan nem egy ember nézetét képviseli, hanem száz vagy ezer bódhiszattva véleményét, akik a három világban és a tíz spirituális birodalomban laknak. Ez az elv megegyezik a spirituális forrással, egybevág a misztikus jelentéssel és elpusztítja születés és halál jelenségét, valamint túlmutat a szenvedélyen. Nem lehet logikailag felfogni sem szavak által vagy írásban kifejezni. Olyan, mint a mérgezett dob, mindenkit megöl, ki hallja, vagy mint egy nagy tűz, amely elnyel mindenkit, aki közel merészkedik hozzá. Ez az, amelyet úgy hívunk „Bódhidharma rámutatása”.” |
|  | |

Muszó Szoszeki (1275–1351), Csung-feng Ming-pen japán kortársa, relativizálta a kóanok használatát. A kóanok tanulmányozása a kínai mesterek ráhatása miatt népszerű lett Japánban. Annak ellenére, hogy Muszó Szoszeki a rinzai iskolához tartozott, a kóanok helyett a szútrákat magyarázó tanokat használta. Szerinte mindkettő az oktatását szolgálja. Mindkettőt kis drágakőnek nevezte, eszközöknek, amelyek segítik a tanítványokat az „ébredésben”.

#### Kóan tanterv
A rinzai iskolán belül a kóanok tanulmányozása folyamatos egymásutánban történik. A tantervnek két ága is van, amelyeket a fő örökösöktől származtatnak: A takudzsu és az inzam tanterv. Ezeknek azonban számos mellékága is van, amelyek az adott ág tanítási tapasztalatait tükrözik. A kóantanterv azonban az idő során folyamatosan fejlődik és bővül, így legjobb, hogy ha úgy tekintünk rá, mint élő tradíció, mintsem meghatározott tanrendre.
A kóangyakorlatok rend szerint az „Első Korláttal” kezdődnek vagy reflektálással. Miután elérték a „kenshot”, további kóanok vizsgálatával folytatják tanulmányaikat. Más megközelítések is léteznek azonban. A takudzsu iskola diákjainak például, át kell törniük a „Kaputlan Kapun”. Az inzan iskola pedig saját készítésű kóanjait használja.

#### Szatori utáni gyakorlatok
A rinzai iskola kóantantervének teljesítése hagyományosan együtt járt a kínai verselés és irodalmi jártasság elsajátításával is:
|  | „ A tanítványoktól elvárják, hogy több évet töltsenek együtt egy mesterrel annak céljából, hogy teljesítsék tanulmányaikat a kóan és annak kommentálása terén. Egy tanítvány képzése akkor fejeződött be, mikor mestere megelégedett képességeivel. Ekkor a hagyomány szerint átnyújtja neki a „Transzmisszió Bizonyítékát”. Ezért aztán a valóságban ahhoz, hogy valakit mesterként ismerjenek el, jóval több kell, mint „megértés”. Ennek jele pedig az éveken át tartó tanulás, amelynek gyümölcse az irodalmi jártasság és retorikai képzettség.” |
|  | |

Miután befejezik kóantanulmányaikat, szükségük van „Gogo no shugjo”, „szatori utáni” edzésre:
|  | „10 évbe telik megfejteni minden kóant [...] Miután a tanítvány megfejtette az összes kóant, elmehet és egyedül élhet, de még nem ismerik el „Roshinak”. Ahhoz, hogy ez megtörténjen teljesítenie kell egy újabb, 10 éves edzést, amelyet Japánban „Gogo no shugjonak” hívnak. Szó szerinti jelentése „A megvilágosodás utáni gyakorlat”.” |
|  | |

#### Légzésgyakorlatok
Ekaku Hakuin, a rinzai iskola 17. századi újjáélesztője számos olyan gyakorlatot tanított, amely a megfelelő fizikai és mentális egyensúly elérésére törekedett. A „Puha vaj” és „Önvizsgálat” módszerek célja a KI használata volt. Ezeket a gyakorlatokat Hakuin, munkáiban is megemlíti, és több rinzai leszármazott iskola is tanítja őket.

### A Japán szótó
Ugyan csak kevés szótó gyakornok koncentrál meditálás közben a kóanokra, de a szektának erős összeköttetése van velük, ugyanis több kóangyűjteményt szótó papok állítottak össze.
A 13. század során a szótó iskola alapítója Dógen, 580 kóant idézett tanításaiban. 300 kóant állított össze a „Nagyobb Shóbógenzó” köteteiben. Dógen megírta, hogy a leglényegesebb kóan a mindennapok tapasztalatából ered.

### Szanbo kjodan és fehér szilva aszanga
A szanbo kjodan iskola és a fehér szilva aszanga testesíti meg a kóan tanokat. A szanbo kjodan nagy hangsúlyt helyez a belső természetbe történő bepillantásra. Egy rövidített tantervet követ, amelyben a kóanok ismétlése elmarad. Ezért aztán jóval hamarabb elvégezhető, mint társai.
Annak érdekében, hogy elérjék a bepillantást, a legtöbb diáknak a mu kóan tanulmányozását írják elő. Miután ezzel végeztek, az iskola nem publikus, saját készítésű 22 darab kóanját kell tanulmányozniuk. Ezután a tanítvány több edzésen is átesik. Ilyen a „Kaputlan kapu”, a „Kék Szikla Feljegyzés”, az „Egykedvűség Könyve” és a „Fény Továbbításának Feljegyzése” is. Végül a tanterv „Tózan öt rangjával” fejeződik be.

## Klasszikus kóan gyűjtemények
A kóanok együttesen alkotnak egy jelentős irodalmi darabot, amelyeket Zen gyakorlók is tanulmányoznak világszerte. Fontosabb kóan gyűjtemények:
- A „Kék Szikla Feljegyzés” (kínai: „Pi-jan lu”; japán: „Hekiganroku”), 12. század;
- Az „Egykedvűség Könyve” (kínai: Cung-rung lu; japán: Shojoroku), 12. század;
- „Kapujanincs átjáró” (kínai: „Vu-men-kuan”; japán: „Mumonkan”) 13. században összegyűjtött.

Ezekben és későbbi gyűjteményekben a kóan fő témája gyakran bevezető szöveggel, versekkel, közmondásokkal és más kifejezésekkel jár együtt.

### A Kék Szikla Feljegyzés
A „Kék Szikla Feljegyzés” (kínai: 碧巖錄 Pi-jan lu; japán: Hekiganroku) 100 kóan, amit Jüan-vu Kocsin állított össze (1125).

### Az Egykedvűség Könyve
Az „Egykedvűség Könyve” (kínai: 從容録; japán: 従容録 Shójóroku) egy 100 kóant tartalmazó gyűjtemény, amelyet Hung-cse Cseng-csue állított össze a 12. században.

### AKapujanincs átjáró
A Kapujanincs átjáró (kinai: 無門關 Vu-men-kuan; japán: Mumonkan) 48 kóan és a hozzájuk tartozó kommentárok gyűjteménye, amelyet egy kínai szerzetes Vu-men adott ki (1228).

### Az igaz Dharma szemek
„Az igaz Dharma szemek” 300 kóant tartalmazó gyűjtemény, amelyet Eihei Dōgen állított össze.
Más, szótó papok által összeállított kóan gyűjtemények:
- „Vasfurulya” (japán: Tetteki Toszui ) 18. század.
- „Versek És Kommentárok 100 Tencsian Régi Esetén” (japán: Tencsian hjakuszoku hjodzsu) 18. század.

## Példák hagyományos kóanra

### Vajon a kutyának Buddha-természete van
|  | „Egy pap megkérdezte Csao-csout, „Egy kutyának buddha-természete van-e vagy sem?” Csao-csou azt felelte: „Mu.”.” |
|  | |

### Egy kéz hangja
|  | „Két kéz tapsol és hang születik. Milyen hangja van hát egy kéznek? (隻手声あり、その声を聞け)” |
|  |                                                                                                 |

|  | „...Kezdetben a szerzetes azt hiszi, hogy egy kóan egy semleges tárgy, amelyre figyelmét kell irányítania. Hosszú időn át tartó ismétlés után felfedezi, hogy valójában egy dinamikus tevékenység. A kóanra való válasz megtalálásának tevékenysége. Maga a tárgy, amire vágyunk és maga a vágyakozás is. A kóanon belül az ember nem közvetlenül látja lényét, hanem a kóanon keresztül... Mikor valaki felfedezi ezt, akkor két kéz eggyé válik. Maga a gyakorló is azzá a kóanná válik, amelyet megérteni kíván. Ez hát egy kéz hangja.” |
|  | |

### Eredeti arc
Huj-neng megkérdezte Huj Minget: Anélkül, hogy jóra vagy rosszra gondolnál, Mutasd meg anyád és apád születése előtti eredeti arcod!

### Buddha megölése
|  | „Ha találkozol Buddhával öld meg! (逢佛殺佛)” |
|  |                                               |

Tévedés úgy gondolni Buddhára, mint egységre vagy istenségre, nem ébredés. Mielőtt bárki saját belső Buddhájává válhatna, el kell pusztítania azt az előítéletét, hogy Buddha tőle külön lévő. Szuzuki Sunrjú zen mester azt írta a zazen bemutatásakor:
|  | „Öld meg Buddhát, ha az máshol van! Öld meg, mert vissza kell nyerned saját Buddha-természetedet.” |
|  | |

A gyakornok csak úgy látja Buddhát, mint aki Buddhától külön létezik, így lelke még mindig a látszólagos kettősségbe kapaszkodik.

### Más kóanok
- Egy diák megkérdezte Jün Men mestert „Egy gondolat sem merült fel, van-e még bűn vagy sem?” A mester azt felelte: „Meru-hegy!”
- Egy szerzetes megkérdezte Tungsan Soucsut „Mi Buddha?” Tungsan azt felelte: „Három font len.”
- Egy szerzetes megkérdezte Dzsódzsu mestert: „Miért jött Bódhidharma nyugatra?” A mester azt felelte: „Ciprus fa az udvaron."